# Hydraena plastica
Hydraena plastica är en skalbaggsart som beskrevs av Armand D'Orchymont 1943. Hydraena plastica ingår i släktet Hydraena och familjen vattenbrynsbaggar. Inga underarter finns listade i Catalogue of Life.